# Polsat Box Go
Polsat Box Go – polski serwis wideo na życzenie (VOD) należący do Cyfrowego Polsatu (operatora platformy Polsat Box) uruchomiony 29 sierpnia 2021 roku. Powstał poprzez połączenie dotychczasowego serwisu ipla (uruchomionego w 2008 r.) oraz Cyfrowego Polsatu GO. Świadczy usługi jedynie w trybie płatnym – tzw. SVOD.
Bezpłatnym serwisem z treściami Telewizji Polsat w modelu AVOD (z reklamami) w latach 2021–2023 był Polsat Go.

## Dostępność platformy (do 31.08.2021)

### Komputer
Aby korzystać z platformy ipla, należało posiadać komputer z systemem operacyjnym Microsoft Windows oraz dostęp do Internetu o przepustowości co najmniej 256 kb/s. Zestaw dla wygody użytkownika powinien zawierać głośniki lub słuchawki. Aplikacja ipla nie była dostępna dla innych systemów operacyjnych niż Microsoft Windows. Z aplikacji można było również korzystać poprzez stronę www, która wykorzystywała technologię MPEG-DASH oraz Media Source Extensions (MSE).

### Telewizor
ipla wraz z producentami i partnerami przygotowała specjalną wersję platformy, która umożliwiała korzystanie z zasobów za pomocą telewizorów. Po podłączeniu do sieci dostęp do biblioteki ipla mieli użytkownicy:
- telewizorów Panasonic VIERA z zainstalowanym VIERA Cast
- telewizorów Samsung, typu LED i LCD, z serii szóstej i wyższej zakupionych w 2010 r. oraz sprzętu Blu-Ray i Kina Domowego, z funkcją Internet@TV
- urządzeń Sony z opcją BRAVIA Internet Video: odtwarzacze Blu-ray Disc®, kina domowego oraz Media Box
- telewizorów LG – firma LG Electronics Polska (w ramach usługi Smart TV oraz NetCast). Tym samym klienci kupujący telewizory LG LED z linii Smart TV, wybrane modele LG Cinema 3D oraz TV plazmowe z dostępem do internetu mogli korzystać z największej w Polsce bazy treści telewizyjnych w modelu na życzenie[2].
- nowych odbiorników cyfrowych trzeciej generacji 3G: HD i PVR HD w sieci kablowej TOYA. Oferta była bezpłatna, a aplikacja ipla była dostępna na podstawowym wyposażeniu odbiorników telewizji 3G, oferowanej w sieci kablowej TOYA.

### Urządzenia mobilne
- Aplikacja ipla zainstalowana na iOS 4 (systemie operacyjnym urządzeń przenośnych marki Apple) obsługiwała także pobieranie filmów w tle oraz zapamiętywanie pozycji ostatnio oglądanego filmu. Pliki można było oglądać w wersji on-line, będąc w zasięgu Wi-Fi oraz pobrać na telefon do wersji off-line, dzięki czemu można było korzystać ze wskazanych filmów także bez konieczności łączenia się z internetem. Prosta nawigacja oraz mobilny dostęp do treści wideo był uzupełniony możliwością polecania wskazanych filmów znajomym poprzez wysłania wiadomości e-mail[3].
- Od połowy października 2010 r. aplikacja ipla dostępna była dla użytkowników telefonów komórkowych Nokia, opartych na systemie operacyjnym Symbian 3. Była bezpłatna i można było ją pobrać z OVI Store. Aplikacja na telefony komórkowe NOKIA dawała możliwość bezpłatnego korzystania z bogatej bazy plików VOD, w tym do treści Telewizji Polsat, Polsat News, Polsat Play i Polsat Café. Dodatkowo, użytkownicy mieli możliwość oglądania na żywo kanałów Polsat News, TV Biznes oraz Superstacji. Transmisję na żywo oraz materiały VoD można było oglądać w strefie 3G UMTS (minimalne pasmo powinno wynosić 300 kbit/s). Wyszukiwać materiały można było poprzez drzewo kategorii lub za pomocą wyszukiwarki. Dodatkowo, telefony Nokia posiadające wyjście HDMI, umożliwiały podpięcie telefonu do telewizora i oglądanie materiałów dostępnych w ipli na dużym monitorze[4].
- Od sierpnia 2010 r. aplikacja ipla (bezpłatna, do pobrania z Google Play) dostępna była na telefony komórkowe z systemem Android. Od marca 2011 dostępne (w telefonach z systemem Android) były stacje informacyjne „na żywo” – Polsat News, TV Biznes oraz Superstacja. Transmisje na żywo można było oglądać poprzez sieć 3G lub Wi-Fi, a minimalne pasmo powinno wynosić 300 Kbit/s. Aplikacja ipla umożliwiała także pobieranie plików VOD do wersji off-line. Limit jednorazowej liczby filmów, które mogły być zapamiętane w aplikacji, to 20 plików. Użytkownicy ipli na system Android mieli również możliwość aktywowania konta VIP. Aktywacja usługi zapewniała m.in. brak reklam oraz możliwość pobrania nielimitowanej ilości materiałów wideo do wersji off-line[5].

### PlayStation 3
Od końca stycznia 2011 r. z aplikacji mogli bezpłatnie korzystać także użytkownicy konsoli Sony PlayStation 3. Każdy posiadacz konsoli z dostępem do łącza internetowego o przepustowości minimum 2 Mbit/s za pomocą kabla Ethernet lub sieci WLAN mógł korzystać z biblioteki aplikacji. Do wyboru było 6 kategorii programów: Redakcja poleca, Seriale, Rozrywka, Muzyka, Wiadomości oraz Sport, łącznie około 15 000 materiałów wideo.

## Pakiety[1]
Pakiety zakupione przed 1 września 2021 roku w serwisie ipla zachowały ważność i objęte nimi treści były nadal dostępne w Polsat Box Go (pakiety Polsat Box Go Premium, Polsat Box Go Filmy i Seriale, Polsat Box Go Dzieci, Polsat Box Go Tv, Polsat Box Go HBO, Polsat Box Go News i Rozrywka, Polsat Box Go Sport, Polsat Box Go Eleven Sports, Polsat Box Go Polsat Sport Premium, ipla Polonia).
Materiały z reklamami nie były oferowane od września 2021 r., ale darmowe treści w modelu reklamowym znajdowały się w darmowym serwisie AVOD – Polsat Go.
Abonenci Polsat Box (dawny Cyfrowy Polsat) automatycznie zyskują dostęp do serwisu Polsat Box Go – na warunkach podobnych do tych, które obowiązywały w serwisie Cyfrowy Polsat Go.
Obecnie dostępne są cztery pakiety:
- premium,
- sport,
- start,
- plus.

## Cechy platformy

### Telewizje na żywo[7][8]

#### Obecnie
- Polsat
- TV4
- Polsat 2
- TVN
- TVP1
- TVP2
- TVP3 Białystok
- TVP3 Bydgoszcz
- TVP3 Gdańsk
- TVP3 Gorzów Wielkopolski
- TVP3 Katowice
- TVP3 Kielce
- TVP3 Kraków
- TVP3 Lublin
- TVP3 Łódź
- TVP3 Olsztyn
- TVP3 Opole
- TVP3 Poznań
- TVP3 Rzeszów
- TVP3 Szczecin
- TVP3 Warszawa
- TVP3 Wrocław
- TV Puls
- Puls 2
- Zoom TV
- WP
- Polsat Sport 1
- Polsat Sport 2
- Polsat Sport 3
- Polsat Sport Fight
- Polsat Sport Premium 1
- Polsat Sport Premium 2
- Eurosport 1
- Eurosport 2
- Polsat Games
- Motowizja
- Extreme Channel
- FightBox
- Golf Zone
- Eleven Sports 1
- Eleven Sports 2
- Eleven Sports 3
- Eleven Sports 4
- Eleven Sports 1 4K
- GameToon
- Fast&FunBox
- Polsat News
- Polsat News 2
- Polsat News Polityka
- Wydarzenia 24
- CNN
- TV Republika
- wPolsce24
- Polsat Doku
- Discovery Channel
- Discovery Historia
- Discovery Science
- DTX
- Discovery Life
- History
- History2
- National Geographic
- National Geographic Wild
- Nat Geo People
- Polsat Viasat History
- Polsat Viasat Nature
- Polsat Viasat Explore
- CI Polsat
- Travel Channel
- Animal Planet
- Planete+
- ID
- Water Planet
- DocuBox
- BBC Earth
- Love Nature
- Museum 4K
- Travelxp 4K
- Polsat Film
- Polsat Film 2
- Polsat Seriale
- HBO
- HBO2
- HBO3
- Cinemax
- Cinemax 2
- SkyShowtime 1
- SkyShowtime 2
- AXN
- AXN Black
- AXN White
- AXN Spin
- Kino Polska
- Stopklatka
- Kino TV
- FilmBox Premium HD
- FilmBox Action
- FilmBox Family
- FilmBox Extra
- FilmBox Arthouse
- Comedy Central
- Paramount Channel
- Epic Drama
- Sci Fi
- Sundance TV
- Warner TV
- 13 Ulica
- Novela TV
- Romance TV
- Novelas+
- Film Cafe
- AMC
- FX
- FX Comedy
- BBC First
- Polsat Music
- Disco Polo Music
- Kino Polska Muzyka
- Stars.TV
- MTV Polska
- Eska TV
- Polo TV
- Eska Rock TV
- Eska TV Extra
- VOX Music TV
- 4fun.tv
- 4fun Dance
- 360TuneBox
- Polsat Café
- Polsat Play
- Polsat Reality
- Polsat X
- Polsat Rodzina
- TLC
- HGTV – Home & Garden TV
- Food Network
- Canal+ Kuchnia
- Canal+ Domo
- BBC Lifestyle
- BBC Brit
- TV Okazje
- FashionBox
- E!
- CBS Reality
- myZen 4K
- Inultra
- Nickelodeon Polska
- Nick Jr
- NickToons
- Disney Channel
- Disney Junior
- Disney XD
- MiniMini+
- teleTOON+
- Cartoon Network
- Polsat JimJam
- Cartoonito
- CBeebies
- Da Vinci
- Duck TV
- 4fun Kids
- Świat według Kiepskich tv
- Nasz nowy dom tv
- Ewa gotuje tv
- Zbrodnie tv
- Kabarety tv
- Wielka rozrywka tv
- Chłopaki do wzięcia tv
- Daleko od noszy tv
- Życiowe historie tv
- Policjantki i policjanci tv
- Gliniarze tv
- Wielkie festiwale tv
- Trudne sprawy tv
- Komedie tv
- Pamiętniki z wakacji tv
- Włatcy móch tv
- Sprawiedliwi - wydział kryminalny tv
- Dlaczego ja tv
- Bajki tv
- 1+1 International
- Kuskus
- XSPORT
- Star Cinema
- Star Family
- Film UA Drama
- Kvartal TV
- Dacha

#### Jeszcze istniejące stacje
- Polsat Comedy Central Extra (do 31 grudnia 2025)
- MTV Live (do 31 grudnia 2025)
- MTV Hits (do 31 grudnia 2025)
- Club MTV (do 31 grudnia 2025)
- MTV 80s (do 31 grudnia 2025)
- MTV 90s (do 31 grudnia 2025)
- MTV 00s (do 31 grudnia 2025)
- TeenNick (do 31 grudnia 2025)
- NickMusic (do 31 grudnia 2025)

#### Dawne stacje
- Universal Channel
- Love
- Motors TV
- Polsat Sport
- CBS Europa
- Polsat Sport Extra
- Polsat Sport News
- Golf Channel
- Fox
- Fox Comedy
- Boomerang
- Gold TV
- TNT
- VH1
- Trace Sports
- Trace Urban
- Superstacja
- Polsat Romans
- Polsat News+
- Polsat Biznes
- TV Biznes
- MTV Music 24
- Polsat Food Network
- Dizi
- Discovery World
- FightKlub
- CBS Drama
- Spice
- TV 1000
- Lifetime
- KidsCo
- iPol TV
- Wellbeing Network
- BBC HD
- Orange Sport
- Opoka.tv
- CBS Action
- Nobox TV
- ESPN Classic
- ESPN America
- Zone Romantica
- AXN Crime
- AXN Sci Fi
- BBC Entertainment
- Outdoor Channel
- Canal+ Sport 3
- Canal+ Sport 4
- BBC Knowledge

## Kanały FAST
19 kanałów typu FAST (Free Ad Supported Television) dostępnych jest począwszy od 10 czerwca 2025 roku. Nadają powtórkowo starsze produkcje z kanałów linearnych Grupy Polsat Plus, a za sprzedaż reklam odpowiada spółka Polsat Media.
Lista kanałów:
- Świat według Kiepskich tv,
- Nasz nowy dom tv,
- Ewa gotuje tv,
- Zbrodnie tv,
- Kabarety tv,
- Wielka rozrywka tv,
- Chłopaki do wzięcia tv,
- Daleko od noszy tv,
- Życiowe historie tv,
- Policjantki i policjanci tv,
- Gliniarze tv,
- Wielkie festiwale tv,
- Trudne sprawy tv,
- Komedie tv,
- Pamiętniki z wakacji tv,
- Włatcy móch tv,
- Sprawiedliwi - wydział kryminalny tv,
- Dlaczego ja tv,
- Bajki tv (od 16 czerwca 2025)[15].

## Produkcje oryginalne
Są to produkcje dostępne przed emisją na antenie stacji telewizyjnej Polsat. Znalazły się wśród nich (w nawiasach podano lata premierowej emisji):
- Backdoor – wyjście awaryjne (2021)[16],
- Bracia (od 2023)[17],
- Cień (2021)[18],
- Domek na szczęście (2023)[19],
- Grzechy sąsiadów (2023)[20],
- Komisarz Mama (od 2021)[21],
- Krew (2023–2024)[22],
- Lulu (2022)[23],
- Matka (2022–2023)[24],
- Mecenas Porada (2021, 2023)[25],
- Mental (2022)[26],
- Osaczony (2021)[27],
- Powrót do życia (2024),
- Rafi (2023)[28],
- Rodzina na Maxa (2022–2023)
- Rysa (2021),
- Sługa narodu (2023–2024)[29]
- Swaci (2023)[30],
- Teściowie (od 2023),
- Układ (2021)[31] – kontynuacja Rysy[32],
- Wotum nieufności (2022)[33],
- Zakładnicy (2024)
- Zdrada (2024).

## Dane techniczne
Telewizja internetowa Polsat Box Go oferuje transmisje na żywo w wysokiej jakości (HD) oraz bazę kilkudziesięciu tysięcy legalnych treści telewizyjnych, w tym filmów pełnometrażowych oraz seriali (dostępnych także przedpremierowo), koncertów, programów telewizyjnych i relacji sportowych, a także kilkanaście kanałów telewizyjnych na żywo. Dostęp do zasobów Polsatu Box Go możliwy jest za pośrednictwem strony Polsatgo.pl oraz dzięki aplikacjom na platformy z systemami: Windows, Windows 8, IOS (iPhone, iPad, IPod touch), Android, Windows Phone, Smart TV: Panasonic Viera, Samsung, Sony TV, LG, aplikacji dla telewizji kablowej Toya, konsoli PlayStation 3 oraz Netia Playera. Polsat Box Go oferuje kilka pakietów tematycznych, takich jak: Polsat Box Go Premium, Polsat Box Go Sport, Polsat Box Go NetTV, Polsat Box Go Extra, Polsat Box Go Premiery, Polsat Box Go Mix, Cartoon Network i Filmbox Live.
Do dystrybucji plików wideo, jak i programów na żywo głównie używany jest kontener multimedialny Flash Video z rozszerzeniem pliku.flv ze standardem kodowania Wideo H.264/MPEG-4 AVC oraz Audio AAC, rzadko kiedy format kompresji WMV ze standardem kodowania Wideo Windows Media Video V9 oraz Audio WMA.

## Krytyka

### ipla
W 2010 roku z powodu przeciążenia serwerów w czasie meczu siatkarzy pomiędzy reprezentacją Polski a reprezentacją Brazylii, po odegraniu hymnów państwowych, transmisja się zakończyła. Podczas trwania całego pojedynku transmisja nadal była reklamowana, a stosowana reklama zachęcała do wykupienia dostępu, którego nie było. Nie zrekompensowano również utraty pieniędzy kilkudziesięciu tysiącom oglądających widzów.
Kolejnym powodem krytyki było bardzo kontrowersyjne zarządzanie iplaCZATem przez moderatorów i administratorów. Użytkownicy czatu wysyłali wiele skarg mailowych do administracji na brak kompetencji moderatorów czatu, ale pozostawały one bez reakcji oraz były ignorowane przez pracowników spółki Cyfrowy Polsat S.A.